# Earned Income Tax Credit

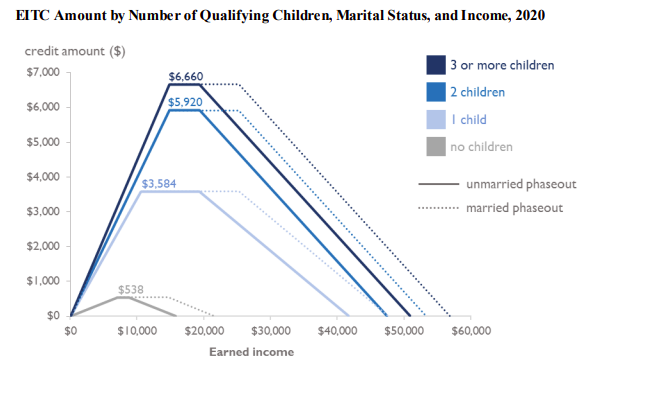
EITC i USA 2020. Tabellen visar att bidraget beror på tre faktorer: arbetslön, antalet barn i hushållet samt om de vuxna i hushållet är gifta eller ej.

Earned Income Tax Credit (EITC) är en skattereduktion på arbetsinkomster som finns i flera länder. Det syftar framför allt till att öka nettoinkomsten hos de arbetande fattiga och samtidigt främja låginkomsttagares arbetsmotivation. Systemet har två karaktäristika som skiljer det från flertalet andra inkomststöd; det första är att endast skattebetalare som uppnår minimikravet på arbetstid och/eller når en viss inkomst kan bli berättigade, vilket oftast kräver en löneanställning för att få del av stödet. Det andra är att stödet är administrerat genom skattesystemet istället för genom välfärdssystemet, så att det kan ses som en skattesubvention snarare än ett bidrag. Personer som uppfyller arbetstidskravet och på grund av ett lågbetalt arbete blivit berättigade till stödet, har så länge arbetet behålls likartade ekonomiska incitament som en person i ett negativ inkomstskattesystem. I likhet med negativ inkomstskatt försvinner inte inkomststödet i ett slag — som exempelvis sker när tröskeln för socialbidrag nås — utan fasas gradvis ut. Systemet infördes först i USA år 1975 och har där successivt byggts ut och är idag ett av landets största program mot fattigdom. Varianter av EITC-systemet finns idag i flera länder, bland annat Australien, England, Nya Zeeland och Israel.

## EITC i olika länder

### USA

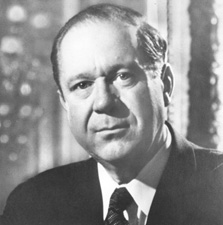
Russel B. Long

#### Från negativ skatt-experiment till EITC
Under 1960-talet hade ett flertal ekonomer tagit ställning för negativ inkomstskatt, däribland Milton Friedman och James Tobin. President Richard Nixon tog intryck av detta och införde därför Family Assistance Plan, en form av negativ inkomstskatt. Senator Long menade dock att den negativa skatten uppmuntrade till mindre ansträngningar att få tag i lönearbete och även ökade sociala utgifter. 
Han föreslog istället ett system som krävde att familjer med barn arbetade en viss mängd för att få del av bidraget. En debatt kom till stånd i senatens skatteutskott där tre olika förslag fanns att välja mellan: Longs förslag, Nixons FAP och en alternativ minimiinkomstplan som förespråkades av en annan senator. Debatten kring förslagen pågick under några år samtidigt som landet befann sig i en svår lågkonjunktur med hög arbetslöshet. Mot den bakgrunden släppte "House of Democratic Study Group" i januari 1975 en rapport i vilken de krävde stora skattesänkningar. President Ford skulle hålla sitt State of the Union-tal två dagar senare, men höll istället ett tal till nationen redan på kvällen den 13:e i vilket han gick på rapportförfattarnas linje och föreslog stora skattelättnader. Eftersom dessa främst gynnade personer med höga inkomster föreslog han också en utbetalning av 80 dollar till varje vuxen låginkomsttagare, med en utfasningstakt på 16 procent på inkomst över 2250 dollar. Alla vuxna, inklusive de utan inkomst och utan barn, borde ha möjlighet till att få del av detta inkomststöd menade han. Kongressen, som hade att ta ställning till olika varianter på stimulanspaket, ersatte därefter senator Longs lönesubvention med presidentens 80-dollarsvariant. Husets version blev en femprocentig kredit på de första 4000 intjänade dollarna och med utfasning under de därpå följande 4000 dollarna och att såväl skattebetalare med som utan barn skulle vara berättigade. Senatens version var en 10-procentig kredit över samma inkomstlägen, men att endast skattebetalare med barn skulle vara berättigade.

#### EITC byggs gradvis ut
I sitt första tal till nationen 1993 framhöll den dåvarande presidenten Bill Clinton sin avsikt att fortsätta på den inslagna vägen genom att bygga ut EITC-systemet. 
"The new direction I propose will make this solemn, simple commitment: by expanding the refundable earned income tax credit, we will make history; we will reward the work of millions of working poor Americans by realizing the principle that if you work 40 hours a week and you've got a child in the house, you will no longer be in poverty."
 Systemet har sedan dess fortsatt att gradvis expandera. Bland förespråkarna för fortsatt expansion av systemet kan nämnas John Michael Kefalas.

#### 2020-talet
Watson Coleman la under 2019 ett lagförslag med namnet EITC Modernization Act of 2019. Lagförslaget innebär i korthet en modernisering, anpassning och utökning av EITC-systemet. I synnerhet erkänner lagförslaget det obetalda arbete som sker i hemmen, där människor är familjevårdare till nära anhöriga.

### Storbritannien
EITC-systemet i Storbritannien är en vidareutveckling av systemet med inkomststöd till arbetande ensamstående föräldrar, Family
Income Supplement (FIS), som infördes 1971. Omfattningen av detta system var till en början mycket begränsad, men 1988 utökades det och döptes om till Family Credit (FC). I början av 1990-talet reducerades arbetskravet från 24 till 16 timmar i veckan. 1999 gjordes nästa omarbetning, till Working Families Tax Credit (WFTC), så att antalet mottagare dubblades.

### Israel
I Israel var chefen för Israels centralbank, Stanley Fischer, en av förespråkarna för systemskiftet.